# Anna Kalinskaia
Anna Nikolaevna Kalinskaia (în rusă Анна Николаевна Калинская, transliterat: ˈanːə kɐˈlʲinskəjə ascultăⓘ; n. 2 decembrie 1998, Moscova, Rusia) este o jucătoare de tenis rusă. Cea mai înaltă poziție în clasamentul WTA la simplu este locul 15 mondial, în august 2024, iar la dublu locul 49, în februarie 2023.
Pe circuitul WTA, ea a câștigat trei titluri la dublu. De asemenea, a câștigat un titlu la simplu în circuitul WTA Challenger Tour, precum și șapte titluri la simplu și nouă la dublu în circuitul feminin ITF. Cea mai bună performanță a sa la simplu la un Grand Slam este atingerea sferturilor de finală la Australian Open 2024.

## Cariera profesională

### 2014–15: Debut profesional

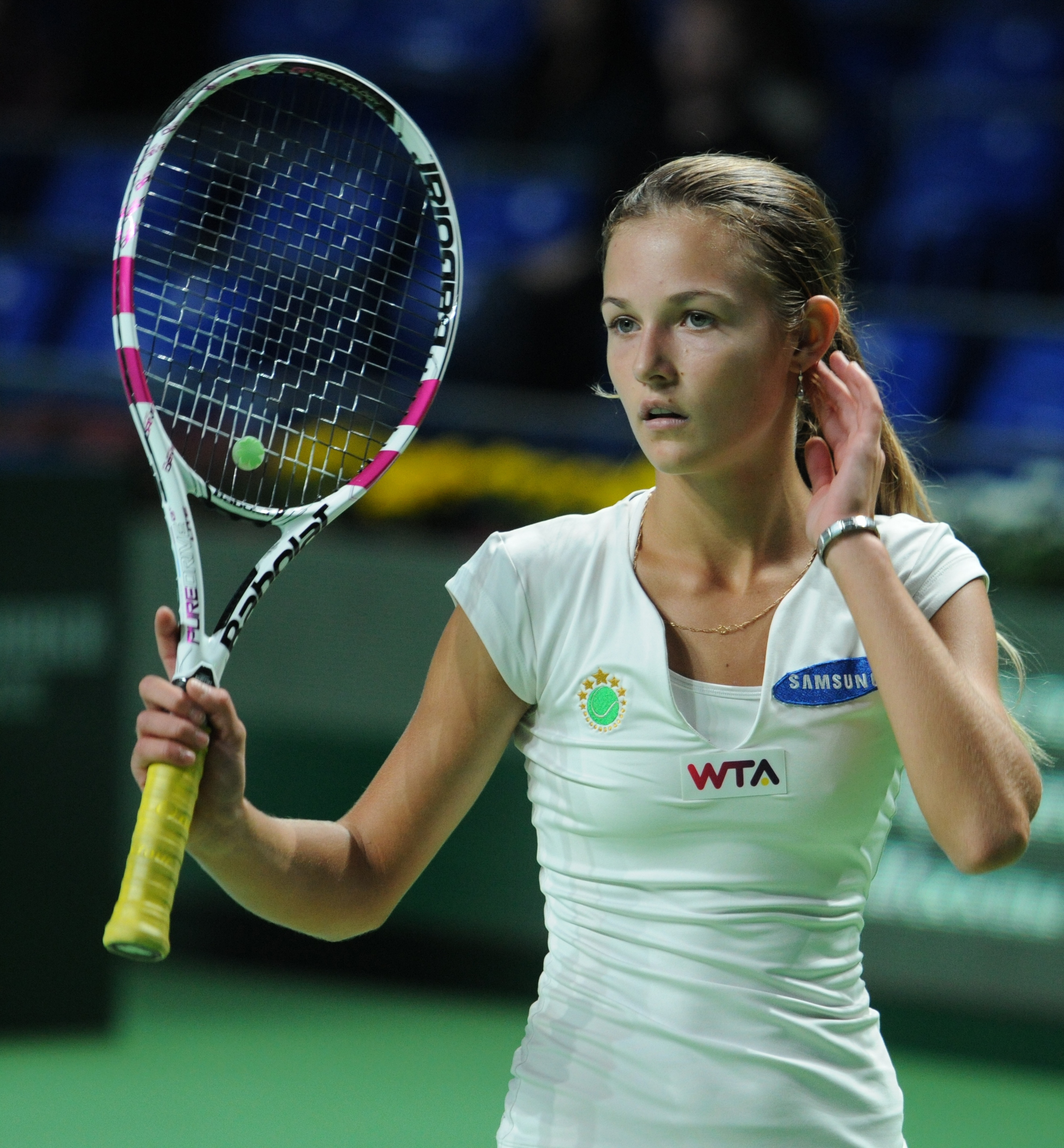
Kalinskaia la Kremlin Cup 2014, unde a debutat în premieră în circuitul WTA

Kalinskaia a încercat să debuteze în circuitul WTA la Kremlin Cup 2014, la vârsta de 15 ani, la nivel Premier. După ce a primit un wildcard în calificări, a pierdut în fața compatrioatei sale și a jucătoarei cu wildcard Polina Monova. În ianuarie 2015 a început să joace în circuitul feminin ITF. După primele două turnee de 25.000 de dolari în Statele Unite, ea a progresat la turneele din Turcia. A jucat pentru prima dată la turneul de 10.000 de dolari din Antalia, unde a înregistrat prima ei victorie ca senioară, învingând-o pe jucătoarea turcă Cempre Anil. Ea a continuat în același oraș în săptămâna următoare, ajungând în prima sa finală, dar pierzând în fața jucătoarei chineze Lu Jiajing. În acel an a debutat în clasamentul WTA, fiind numărul 1201 mondial.
După două turnee de 25.000 de dolari la Moscova, Kalinskaia a încercat un nou debut în circuitul WTA la Kremlin Cup, unde a primit un wildcard de calificare. Ea a pierdut în etapa finală în fața viitoarei semifinaliste Daria Kasatkina din Rusia. Până la sfârșitul anului, ea a jucat două turnee de 10.000 de dolari la Port El Kantaoui, în Tunisia. A ajuns în semifinale în primul și a ajuns până în finala celui de-al doilea, unde a fost nevoită să cedeze în fața jucătoarei bosniace Ema Burgić Bucko. Rezultatul a propulsat-o în top 600.

### 2016: Succes în circuitul feminin ITF
La începutul lunii februarie 2016, Kalinskaia a avut o nouă șansă de a debuta în circuitul WTA. În calitate de jucătoare cu wildcard, ea a jucat în calificările turneului de nivel Premier Turneul WTA de la Sankt Petersburg, dar a pierdut în fața Katerinei Siniaková. După aceea, ea a progresat în mai multe turnee ITF. La sfârșitul lunii martie, a ajuns în finala turneului de 10.000 de dolari de la Manama, Bahrain, unde a pierdut în fața lui Mihalíková. O lună mai târziu, ea a triumfat în Kazahstan, la turneul de 10.000 $ de la Shymkent, câștigând fiecare meci în seturi directe. În luna iunie, a reușit un succes în Belarus, unde a câștigat pentru prima dată turneul de 25.000 dolari de la Minsk. A urmat o finală în același oraș, dar a fost nevoită să se retragă în timpul celui de-al doilea set.
Cel de-al treilea titlu ITF al anului a venit în iulie, în cadrul unui turneu de 25 de mii de dolari la Aschaffenburg, în Bavaria, Germania, unde a învins-o pe Dalila Jakupović într-un meci de trei seturi. În august, Kalinskaya a câștigat al patrulea său titlu al anului la turneul de 25k dolari de la Kharkiv. Toate aceste rezultate au ajutat-o să intre în top 200 în septembrie. La Cupa Kremlin, ea și-a făcut debutul în circuitul WTA după ce a primit un wildcard pentru al treilea an consecutiv, dar de data aceasta pe tabloul principal. Ea a pierdut în primul tur în fața franțuzoaicei Kristina Mladenovic. A încheiat anul cu finala de la Minsk, dotată cu premii de 25 de dolari, dar și-a lăsat adversara să câștige fără să joace. Ca urmare, a început o nouă etapă în cariera ei, trecând treptat în circuitul principal. De la debutul în top 200, în septembrie 2016, ea și-a petrecut restul anului acolo.

### 2017: Tranziția către circuitul WTA, debutul în Fed Cup

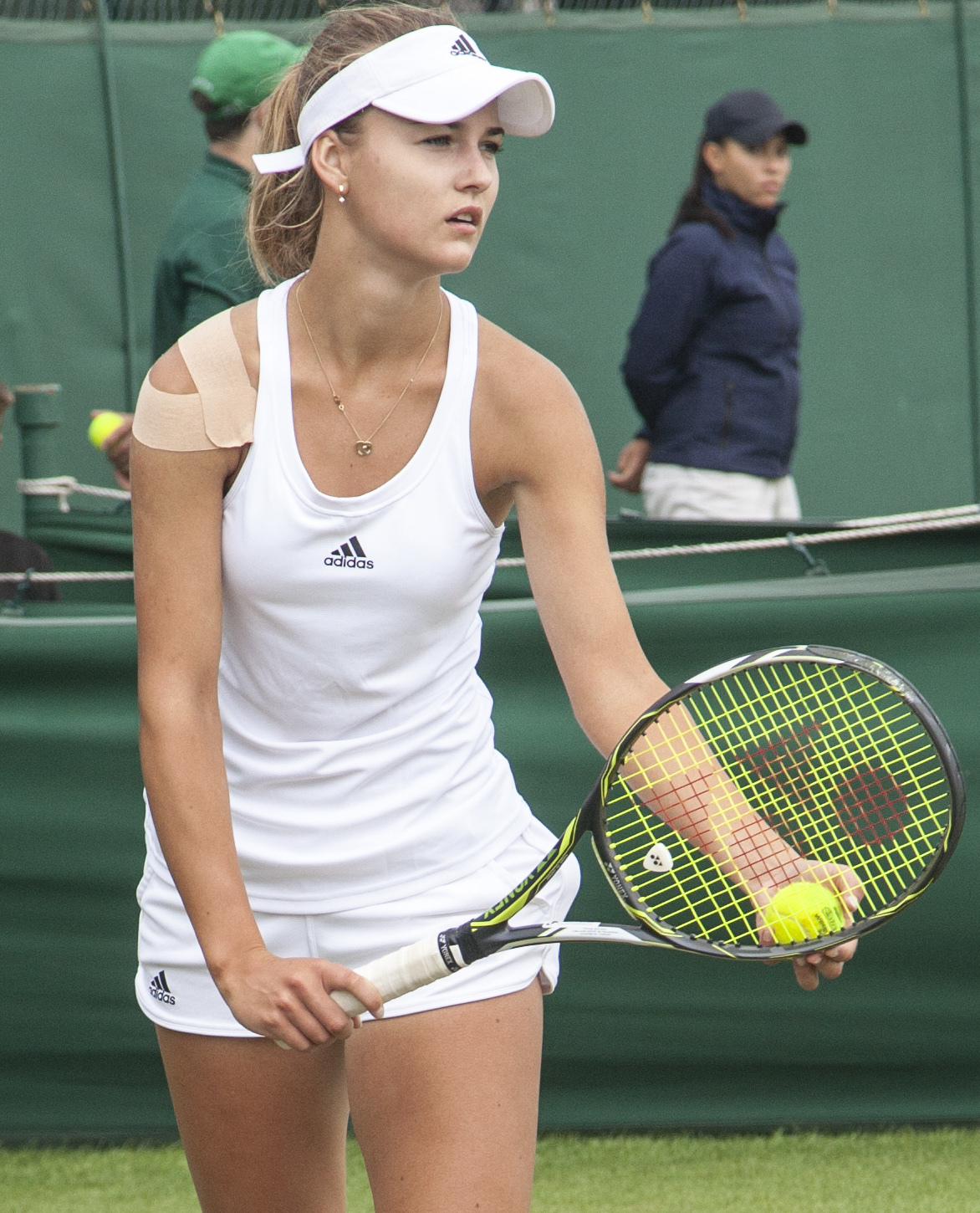
Kalinskaia la Wimbledon 2017.

Kalinskaya a început anul ca o jucătoare de top 200, debutând într-un turneu de Grand Slam și calificându-se la Australian Open. Prima sa adversară a fost elvețianca Stefanie Vögele, cap de serie numărul 1, în fața căreia a pierdut într-un meci de trei seturi. A primit un wildcard pentru tabloul principal al Turneului de la Sankt Petersburg, fiind învinsă de australianca Daria Gavrilova în prima rundă. La începutul lunii martie, la Openul Malaeziei, a înregistrat prima sa victorie pe tabloul principal la nivel de turneu, învingând-o în două seturi pe jucătoarea franceză Caroline Garcia, jucătoare din top 30. Încercând să-și găsească drumul spre top 100, a fost nevoită să joace și în evenimente ITF. A călătorit în China pentru a juca la două turnee de 60 de mii de dolari. Prima ei destinație a fost Zhuhai, China, unde a fost eliminată în prima rundă de fosta jucătoare elvețiană din top 10, Patty Schnyder. Săptămâna următoare s-a îndreptat spre Shenzhen, unde a ajuns în semifinale, dar a pierdut în fața compatrioatei Ekaterina Alexandrova.
Din aprilie până în septembrie 2017, Kalinskaia a jucat în Europa. Ea nu a avut succes la turneele ITF din Franța și Germania, dar lucrurile s-au îmbunătățit puțin în circuitul WTA. Ea a ajuns în două tururi secunde, unul la Cupa Istanbul la sfârșitul lunii aprilie, și la Openul Gstaad în iulie. În plus, ea a pierdut în prima rundă a calificărilor atât la Roland Garros, cât și la Wimbledon.
După ce a fost eliminată în prima rundă a calificărilor pentru US Open, a călătorit la Batumi, în Georgia, unde a fost finalistă la Batumi Ladies Open, un turneu de 25.000 de dolari. Cu toate acestea, ea a întâmpinat din nou dificultăți după ce a ajuns în runda a doua la turneului Neva Cup din Sankt Petersburg, dotat cu premii de 100.000 de dolari, a pierdut în turul de calificare la Tashkent Open și în prima rundă a turneului Óbidos din Portugalia, dotat cu premii de 25.000 de dolari. În ciuda înfrângerii timpurii de la Óbidos, Kalinskaia a rămas și a câștigat din nou în săptămâna următoare, învingând-o în finală pe jucătoarea poloneză Magdalena Fręch. Cea de-a treia a fost și ea promițătoare, dar a pierdut în fața jucătoarei britanice Katie Swan. Fără oscilații în clasamentul WTA, Kalinskaia și-a petrecut anul în interiorul top 200. La 12 iunie, ea a atins maximul carierei sale de atunci, locul 127.

### 2018: Debut la Grand Slam

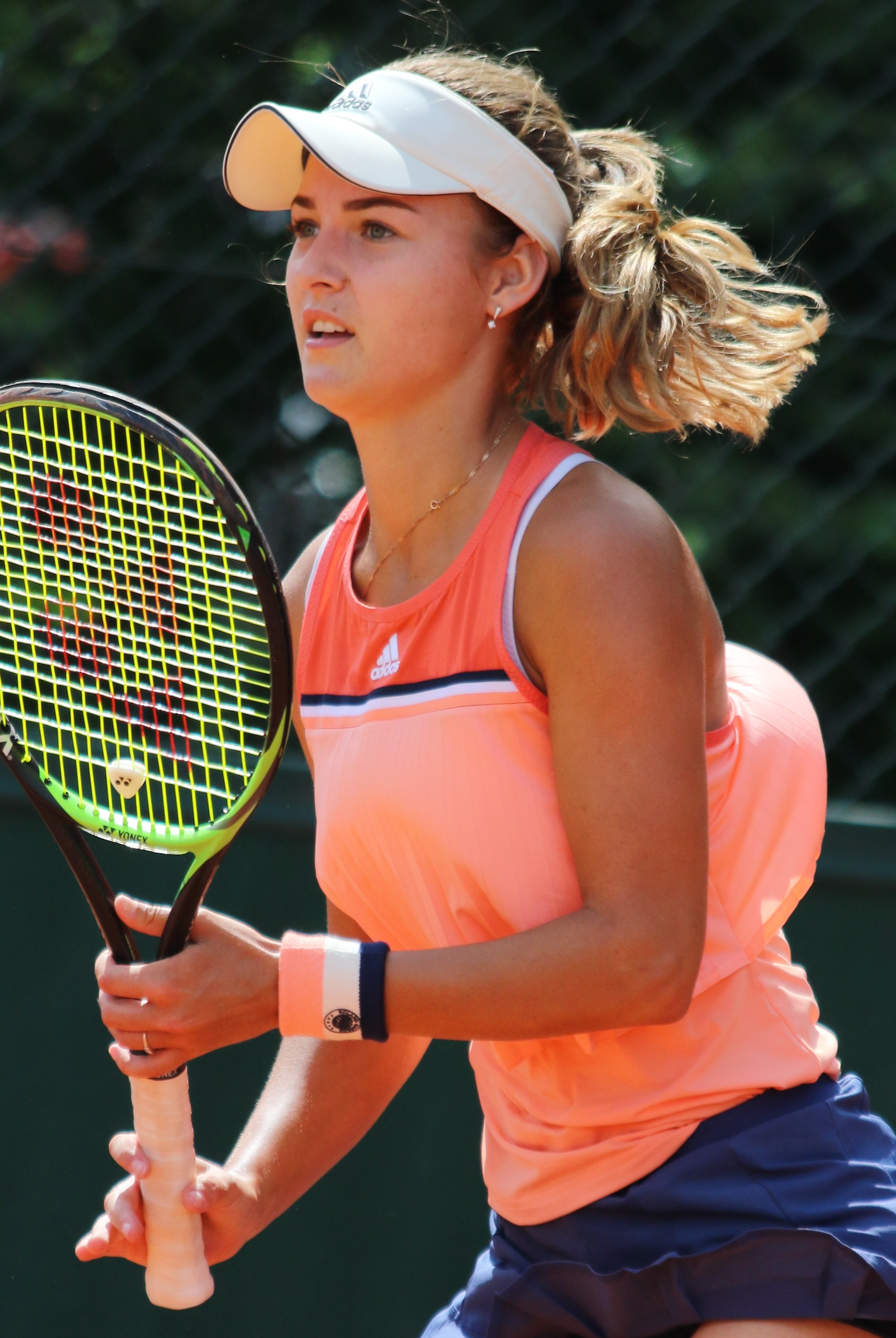
Kalinskaia la French Open 2018

Având în vedere clasamentul său, Kalinskaia a trecut adesea de la turneele ITF la turneele WTA pe parcursul anului. Ea a început în Australia, unde primul său turneu a fost Playford International, dotat cu premii de 25.000 de dolari, dar a pierdut în prima rundă în fața franțuzoaicei Jessika Ponchet. Apoi s-a mutat la Melbourne pentru a juca în calificările Australian Open. A ajuns pe tabloul principal pentru prima dată în cariera sa. Prima sa adversară de pe tabloul principal a fost jucătoarea italiană Camila Giorgi, dar Kalinskaia a pierdut în două seturi.
În luna februarie, ea nu s-a calificat la două turnee WTA, (St. Petersburg Ladies' Trophy, și Hungarian Ladies Open). Cu toate acestea, ea și-a făcut debutul la simplu în Fed Cup. La Bratislava, ea a pierdut în trei seturi în fața jucătoarei slovace Magdaléna Rybáriková. Pentru Kalinskaia, luna martie a adus performanțe bune în circuitul ITF. În China, ea a jucat pentru prima dată la turneul Zhuhai, dotat cu premii de 60 de dolari, și a ajuns în semifinale. Ea a urmat cu o apariție în finală la turneul Shenzhen Open de 60k dolari. Ultimul ei turneu din luna martie a fost în Franța, la turneul de 60k $ de la Croissy-Beaubourg, unde a ajuns în semifinale.
În următoarele cinci luni, tot în Franța, a ajuns în semifinalele turneului Contrexéville Open, dotat cu premii de 100 de dolari, la mijlocul lunii iulie. Apoi nu s-a calificat nici la Openul Franței, nici la Wimbledon.
A ajuns pe tabloul principal al US Open pentru prima dată în cariera sa. În prima rundă, a fost învinsă de numărul 9 mondial, jucătoarea germană Julia Görges, în trei seturi. Apoi a pierdut în fața sârboaicei Olga Danilović în prima rundă la Openului de la Tașkent și în fața rusoaicei Natalia Vikhlyantseva în calificările de la Linz Open. În continuare, ea a făcut o altă apariție la Cupa Kremlin ca wildcard, dar a fost eliminată de Mladenovic într-o repetare a întâlnirii lor din 2016.
A petrecut tot anul în top 200.

### 2019: Prima semifinală în circuitul WTA, prima victorie în top 10, debutul în top 100

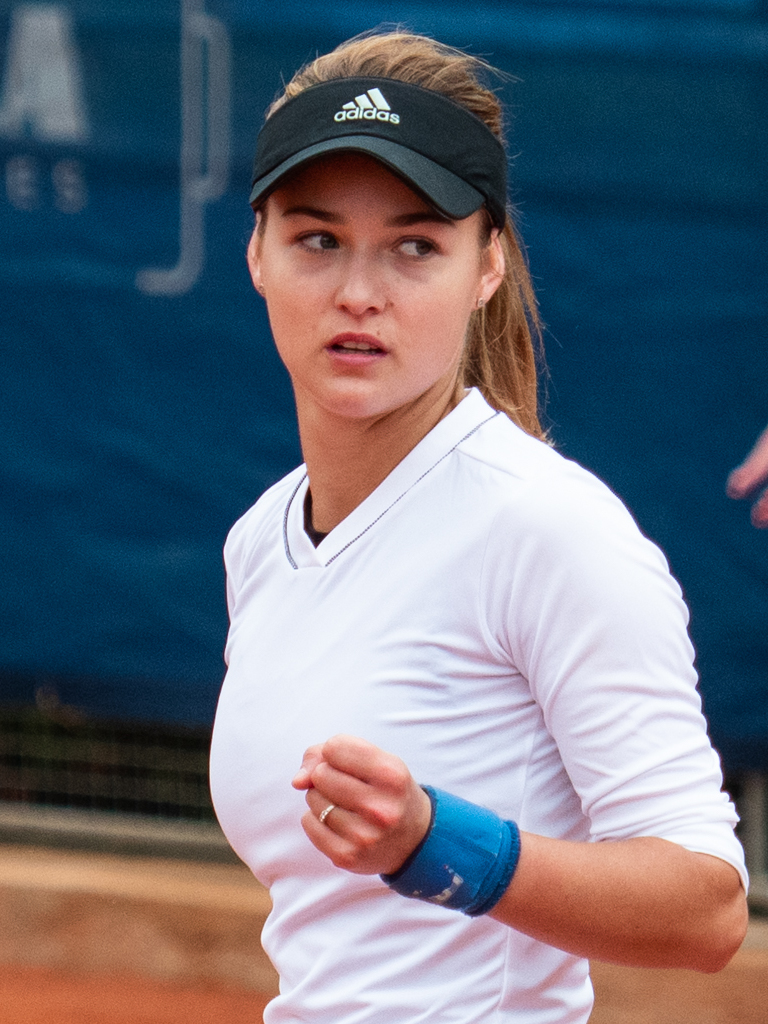
Kalinskaia la Praga Open 2019.

Kalinskaia a început anul cu un triumf la turneul Playford International, dotat cu premii de 25.000 de dolari, învingând-o în finală pe kazaha Elena Rîbakina. Victoriile ei au continuat cu alte trei, calificându-se pentru prima dată la Australian Open. Ca urmare, ea a avansat pe tabloul principal, dar a fost învinsă de numărul 11 mondial, bielorusa Arina Sabalenka, în prima rundă. S-a luptat să ajungă pe tabloul principal al circuitului WTA la multe turnee, inclusiv la turneele de nivel Premier St. Petersburg Ladies' Trophy, Qatar Ladies Open și Stuttgart Open. La mijlocul lunii mai, ea a câștigat Open Saint-Gaudens, dotat cu 60.000 de dolari, învingând-o în finală pe Ana Bogdan. În timp ce se afla încă în Franța, Kalinskaia a încercat să intre pe tabloul principal al Openului Franței, singurul turneu major unde încă nu reușise. Cu toate acestea, pentru al treilea an consecutiv, ea nu a reușit să se califice.
Ca o încălzire pentru sezonul de iarbă, Kalinskia a jucat în Anglia, la Trofeul Surbiton de 100.000 de dolari. După ce a învins-o pe sârboaica Ivana Jorović în prima rundă, ea a pierdut în fața lui Rybáriková într-un meci de trei seturi. Imediat după aceea, ea a călătorit în Olanda pentru a juca la Rosmalen Championships. În ciuda faptului că a pierdut în prima rundă, aceasta a fost totuși prima ei performanță de pe tabloul principal al anului în circuitul WTA. Pregătindu-se pentru Wimbledon, a jucat la Birmingham Classic, dar a fost oprită în ultima etapă de calificare. Ea a angajat-o pe argentinianca Patricia Tarabini ca antrenor. În continuare în căutarea primei sale victorii la un turneu de Grand Slam, ea și-a păstrat speranța pentru Wimbledon, având în vedere că se calificase după trei victorii directe în trei seturi. Nu a reușit însă să o obțină, după ce a pierdut în prima rundă în fața polonezei Magda Linette.

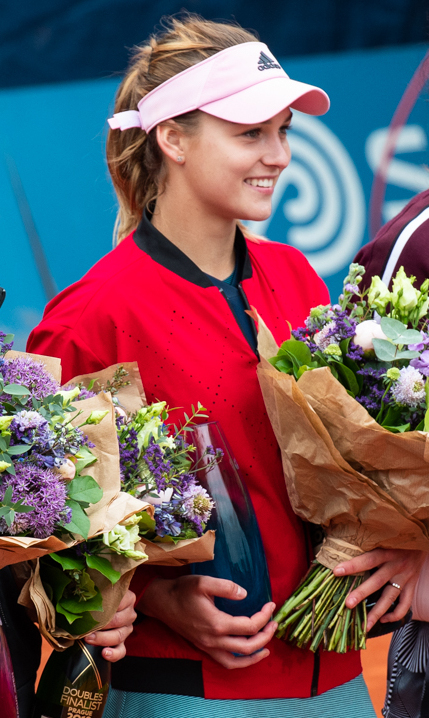
Kalinskaya la Praga Open 2019

În luna august, Kalinskaia a demonstrat un impresionant parcurs nord-american pe suprafață dură, ajungând pentru prima dată în carieră în semifinalele unui turneu din circuitul WTA, la Washington Open. Ea a supraviețuit tururilor de calificare, înainte de a face o revenire uriașă împotriva campioanei olimpice portoricane în exercițiu Monica Puig și de a o înfrânge pe Mladenovic pentru prima ei victorie în fața franțuzoaicei în trei încercări. Parcursul ei a fost oprit de viitoarea campioană Jessica Pegula în semifinale. La US Open, Kalinskaia s-a calificat din nou. În prima rundă, ea a învins-o pe Sloane Stephens, numărul 10 mondial, la debutul său pe Arthur Ashe Stadium, câștigând în două seturi. Cu toate acestea, ea nu a reușit să repete victoria, fiind învinsă de americanca Kristie Ahn, wildcard, în meciul următor.
La sfârșitul lunii septembrie, la Tashkent Open, unde a învins-o pe jucătoarea germană Tatjana Maria, a ajuns în sferturi de finală la WTA. În ciuda faptului că a pierdut în sferturile de finală împotriva ucrainencei Katarina Zavatska, ea și-a asigurat imediat debutul în top 100. Două săptămâni mai târziu, ea a jucat la Cupa Kremlin, cu care și-a încheiat sezonul. În prima rundă a învins-o pe Anastasia Potapova, dar a pierdut în fața Ekaterinei Alexandrova.
La dublu, Kalinskaia a ajuns în finală alături de Kužmová la  St. Petersburg Ladies' Trophy. La sfârșitul lunii aprilie, au jucat la Openul de la Praga și au câștigat. Au luat titlul după ce au învins două jucătoare din top 15, Květa Peschke și Nicole Melichar. A fost primul titlu în circuitul WTA pentru Kalinskaya. Două săptămâni mai târziu, ea a participat la Saint-Gaudens, dotat cu premii de 60.000 de dolari, și a terminat pe locul al doilea, alături de rusoaica Sofya Lansere. Călătoria ei americană a început bine, ea ajungând în semifinalele turneului Washington Open alături de Miyu Kato. Următoarea ei oprire a fost US Open, unde a ajuns în runda a treia. În pereche cu Iulia Putințeva, ea a pierdut în fața principalelor favorite, Tímea Babos și Mladenovic. A fost pentru prima dată când Kalinskaia a ajuns în runda a treia la oricare dintre cele două evenimente. La fel ca la simplu, acesta a fost primul sezon în care Kalinskaia a intrat în top 100 la dublu, ajungând pe locul 72 la sfârșitul lunii septembrie.

### 2021: Eșecuri și revenire

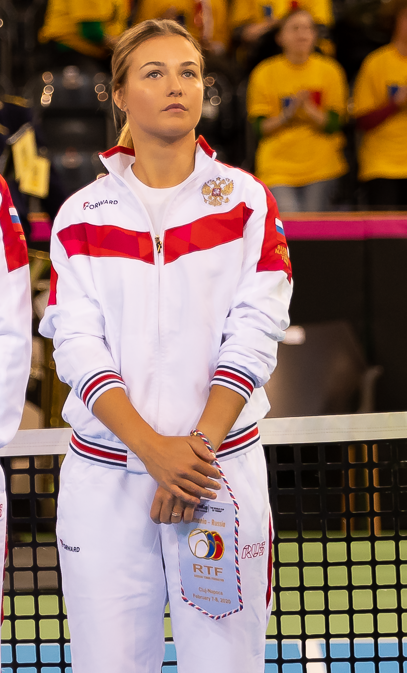
Kalinskaia la meciul din 2020-21 din cadrul Cupei Billie Jean King împotriva României.

Ea a avut probleme în primele trei turnee. Sezonul ei a început cu Premier Gippsland Trophy, ca parte a pregătirii pentru  Australian Open, dar a fost eliminată în prima rundă de Katie Boulter. Din cauza clasării sale scăzute, a fost nevoită să joace pentru a se califica la Australian Open. A început bine, câștigând primul meci, dar nu a reușit să se califice pe tabloul principal după ce a pierdut în fața franțuzoaicei Clara Burel în trei seturi. Abierto Zapopan de la Guadalajara a fost al treilea turneu al ei și a pierdut în fața canadiencei Leylah Fernandez.
În urma acestor performanțe slabe, a început o revenire la Monterrey Open, ajungând în sferturile de finală ca jucătoare venită din calificări, după ce a învins-o în prima rundă pe argentinianca Nadia Podoroska, a doua favorită. Parcursul ei a continuat săptămâna următoare, ca wildcard, la Miami Open, unde a ajuns pentru prima dată în carieră în runda a treia a unui turneu WTA 1000 și a pierdut în fața spaniolei Garbiñe Muguruza, a 12-a favorită, deși a condus cu 3-0 în setul decisiv. Luptele ei au continuat cu o înfrângere în prima rundă la Copa Colsanitas, iar la Madrid Open nu a reușit să ajungă pe tabloul principal. Cu toate acestea, la sfârșitul lunii mai, ea a învins-o pe Kristina Mladenovic din Franța, fostă jucătoare din top 10, în primul tur al Openului Serbiei. După ce a fost eliminată în prima rundă a calificărilor la Roland Garros, a reușit să se califice la Wimbledon. Kalinskaya s-a calificat pentru a doua oară consecutiv pe tabloul principal, după ce a învins-o pe australianca Priscilla Hon de la 0-3 în decisiv. Pe tabloul principal a pierdut în fața columbiancei Camila Osorio, venită din calificări. 
La US Open, ea a pierdut în runda a doua a calificărilor în fața jucătoarei din Grecia, Valentini Grammatikopoulou. Astfel, ea și-a încheiat seria de trei meciuri la rând pe tabloul principal.
După ce a căzut pe locul 151 în clasamentul de simplu în octombrie, Kalinskaya a revenit cu o apariție în runda a patra la Indian Wells Open, ca jucătoare venită din calificări, obținând a treia victorie a anului în top 50 în fața spaniolei Sara Sorribes Tormo. În runda a patra, a pierdut în fața tunisiencei Ons Jabeur. Săptămâna următoare s-a calificat pe tabloul principal la Kremlin Cup, dar a fost nevoită să se retragă în runda a doua împotriva grecoaicei Maria Sakkari din cauza unei accidentări. Și-a încheiat sezonul cu o apariție în sferturile de finală la Courmayeur Ladies Open, învingând-o pe Alison Riske, a șasea favorită.

### 2022: Un nou record în clasamentul WTA, a doua victorie în top 10

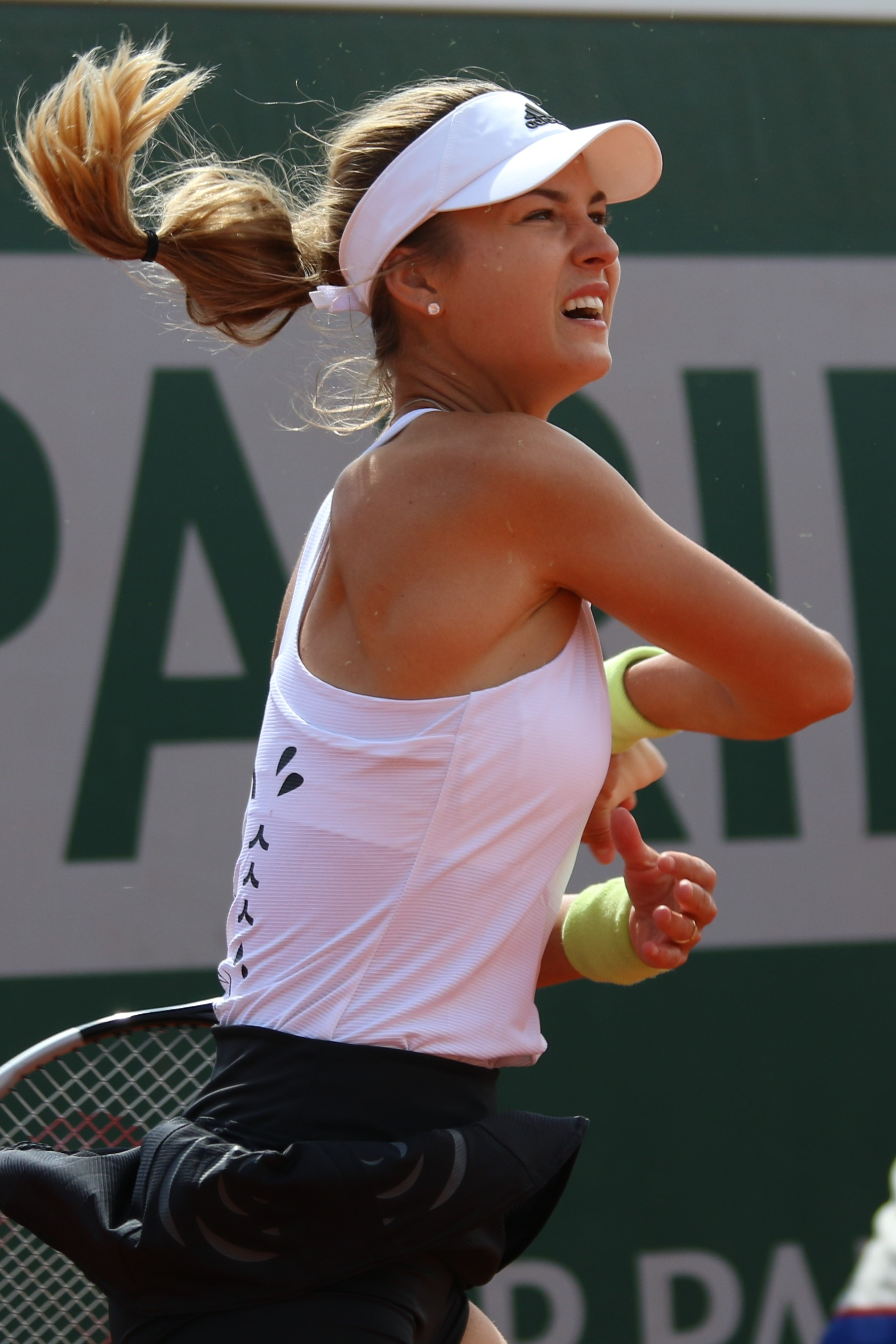
Kalinskaia la French Open 2022

Kalinskaia și-a început sezonul prin calificarea la Melbourne Summer Set. Pe tabloul principal, a fost nevoită să se retragă în timpul setului al doilea împotriva compatrioatei sale Daria Kasatkina. Ca principală favorită în calificările Australian Open, a pierdut în două seturi în fața spaniolei Andrea Lázaro García. A continuat să se lupte la St. Petersburg Ladies' Trophy, unde a pierdut în ultima etapă de calificare.
La următoarele trei turnee, Kalinskaia a făcut progrese. Clasată pe locul 100, a învins trei jucătoare mai bine clasate la Abierto Zapopan din Guadalajara, Mexic, și a ajuns în semifinale. În semifinala cu Stephens, ea a câștigat primul set împotriva viitoarei campioane, dar s-a retras după setul al doilea când adversara sa a făcut un turnover. Al doilea rezultat bun a venit la Indian Wells Open, unde a câștigat două meciuri de calificare și a obținut victorii pe tabloul principal împotriva a două jucătoare franceze, Harmony Tan și Alizé Cornet. În ciuda faptului că a câștigat primul set împotriva Soranei Cîrstea în runda a treia, ea a pierdut alte două seturi, câștigând doar un singur game. Aceeași situație s-a repetat și la Miami Open, unde a ajuns în runda a treia după calificări, dar de data aceasta a făcut un walkover înainte de meciul din runda a treia împotriva italiencei Lucia Bronzetti. Anterior, în runda a doua, ea a învins-o pe numărul 6 mondial, jucătoarea cehă Karolína Plíšková, pentru a obține a doua sa victorie în top 10.
Prima ei apariție pe tabloul principal al unui turneu de Grand Slam a fost la Roland Garros. Fiind în top 100, ea și-a asigurat un loc automat pe tabloul principal, dar a pierdut în fața americancei Madison Keys. Sezonul ei pe iarbă a început cu două tururi secunde, la (Rosmalen Championships, și la Openul Germaniei). Jucătoarea elvețiană Belinda Bencic a eliminat-o la ambele. După invazia rusă în Ucraina, a fost suspendată pentru a juca la Wimbledon din cauza interdicției impuse jucătorilor ruși. La 18 iulie 2022, a ajuns la cea mai bună clasare din carieră pe locul 70 în clasamentul de simplu, după ce a pierdut în runda a doua la Ladies Open Lusanne. Ea a pierdut în fața lui Danilović, deși a avut o minge de meci.
În urma unei prezențe în runda a doua la US Open, ea a atins un nou record al carierei, locul 51 pe 12 septembrie 2022. La turneul WTA 1000 Guadalajara Open, a învins-o pe cehoaica Barbora Krejčíková, cap de serie numărul nouă, marcând a treia victorie în top 20 a sezonului. A învins-o pe belgianca Elise Mertens și pe rusoaica Daria Kasatkina, cap de serie numărul șapte, a patra victorie în top 20, ajungând pentru prima dată în sferturile de finală la acest nivel.

### 2023: În afara top 100, primul titlu WTA 125
În luna noiembrie, aflată pe locul 115, Kalinskaia a câștigat primul său titlu WTA 125 la Midland, SUA, la Greater Midland Tennis Center, învingând-o în finală pe jucătoarea croată Jana Fett în două seturi. În drumul său spre titlu, Kalinskaia a obținut victorii în fața mai multor concurente, Heather Watson și Tatiana Prozorova au câștigat ambele în două seturi, a triumfat într-un meci strâns cu americanca Hailey Baptiste încheiat cu 7–6, 4–6, 7–6, salvând trei mingi de meci.

### 2024: Sferturi de finală de Grand Slam, finală WTA 1000, top 20
La Australian Open, Kalinskaia le-a învins pe Katie Volynets, Arantxa Rus și Sloane Stephens pentru a ajunge în runda a patra, după ce nu trecuse niciodată de runda a doua la un turneu de Grand Slam. În continuare, a învins-o pe Jasmine Paolini, cap de serie 26, în două seturi, pentru a ajunge în sferturile de finală pentru prima dată în carieră. Ea a pierdut în fața viitoarei finaliste, Zheng Qinwen, în trei seturi. Ca urmare, ea a ajuns pe locul 50 în clasament.
La turneul WTA 1000 Dubai Championships, ca jucătoare venită din calificări, a învins-o pe colega de calificări Storm Hunter și pe lucky loserul Cristina Bucșa. Apoi, a învins trei foste campioane de Grand Slam: Jeļena Ostapenko, Coco Gauff, prima ei victorie în top 5, ambele în trei seturi și a eliminat-o pe numărul 1 mondial, Iga Świątek, câștigând în seturi directe în semifinale. Ea a devenit doar a doua jucătoare venită din calificări care a ajuns într-o finală WTA 1000. Ca urmare, a intrat în top 25 în clasament.
La Miami Open, a ajuns în runda a patra învingând-o pe Jelena Ostapenko, nr. 10 mondial, a cincea sa victorie împotriva unei jucătoare din top 10 într-un interval de numai trei luni de la începutul sezonului, devenind doar a patra jucătoare din acest secol care reușește această performanță în afara top 20. După ce a ajuns în finală la Berlin Ladies Open învingîndu-le pe Arina Sabalenka și Victoria Azarenka, în aceeași zi, ea a intrat în top 20 în clasament pe 24 iunie 2024.